# Corporation de l'Échasse
 (janvier 2013).
Si vous disposez d'ouvrages ou d'articles de référence ou si vous connaissez des sites web de qualité traitant du thème abordé ici, merci de compléter l'article en donnant les références utiles à sa vérifiabilité et en les liant à la section « Notes et références ».
La corporation de l’Échasse ou « tribu de l’Échasse » (en allemand : Zunft zur Steltz) est l'une des plus anciennes corporations de Strasbourg lorsque celle-ci était une ville impériale libre au Moyen Âge et à l'époque moderne.

## Histoire
La corporation de l’Échasse rassemblait les métiers de la bijouterie et de l'horlogerie mais plus largement les orfèvres, imprimeurs, peintres, relieurs, cartiers et peintres-vitriers.
Son rôle était professionnel (tenue des registres des bourgeois de la ville) mais aussi un rôle militaire (obligation de posséder un cheval et un armement pour défendre la cité).
Son existence est attestée depuis 1349 et permet de retrouver la présence de nombreux artistes et en particulier le peintre Hans Baldung, Tobias Stimmer, les orfèvres Jacques Henri Alberti, Imlin, Kirstein, et les frères Habrecht ; (qui ont fabriqué la deuxième horloge astronomique de la cathédrale de Strasbourg avec les mathématiciens Christian Herlin et Conrad Dasypodius, pour remplacer celle qui existait depuis 1352, et qui avait fonctionné jusqu'en 1547).
Les corporations avaient chacune un local de réunion fixe (le « poêle ») et celle de l’Échasse a été localisée sur le plan-relief établis à partir des cartes de 1725 et 1790 . Actuellement 15, rue du Dôme à Strasbourg. C'était le lieu de réunion statutaire où était conservés le trésor et les archives et un lieu de convivialité (fête annuelle de la corporation).